# Boujailles
Boujailles település Franciaországban, Doubs megyében. Lakosainak száma 459 fő (2022. január 1.). Boujailles Chapelle-d’Huin, Esserval-Tartre, Frasne, Villers-sous-Chalamont, Cuvier, Lemuy, Supt, Courvières és Levier községekkel határos.

## Népesség
A település népességének változása:
| Lakosok száma | 431  | 413  | 354  | 415  | 402  | 415  | 428  | 438  | 445  | 459  |
|               | 1968 | 1982 | 1990 | 2006 | 2013 | 2015 | 2017 | 2019 | 2020 | 2022 |